# 化学遗传学
化学遗传学(Chemical genetics)是通过筛选小分子化学文库来研究细胞中蛋白质和訊息傳遞途径的功能。近年来应用高通量技术进行化学遗传学的筛选正越来越受到关注。化学遗传学类似于经典遗传筛选，在经典遗传学筛选中，随机突变被引入生物中，这些突变体的表型被观察到，并且最后产生该表型的特定基因突变（基因型）被鉴定出。

## 實例
- Maxim制药公司应用高通量细胞学的方法筛选出了一批能诱导肿瘤细胞凋亡的化合物。其中一个化合物(1D)只对部分肿瘤细胞具有杀伤活性。他们以该化合物为工具找到了该化合物的靶标为「TIP47」——一个胰岛素样生长因子（IGF-1）受体的结合蛋白，从而揭示了TIP47在细胞凋亡过程中的功能。
- 最近成功地利用高通量化学遗传学的方法发现了肝糖合成酶激酶「3β」(GSK3β)在神经发生过程中的潜在功能。在该实验中，他们应用小鼠胚胎干细胞「P19」来筛选了大约十万个与激酶相关的专门化合物库，结果发现了一个被称作「TWS119」的化合物。该化合物能够有效地诱导干细胞向神经元分化。随后，他们通过亲和层析的方法找到该化合物的潜在靶标为「GSK3β」 ，这一发现为干细胞神经分化提出了一个潜在的分子机制。

目前中国国内可提供化学遗传学筛选的机构有：中国科学院上海生命科学院植物生理生态所化学遗传学筛选平台。

## 参阅
- 化學生物學